# Eriastrum pluriflorum
Eriastrum pluriflorum là một loài thực vật có hoa trong họ Polemoniaceae. Loài này được (A.Heller) H.Mason mô tả khoa học đầu tiên năm 1945.